# Filippo Prospero di Spagna
Il principe Filippo Prospero d'Asburgo, in spagnolo Felipe Próspero (Madrid, 28 novembre 1657 – Madrid, 1º novembre 1661), è stato il terzo figlio, il primo maschio, nato dal matrimonio fra il re Filippo IV di Spagna e la sua seconda moglie Marianna d'Austria.

## Biografia
La sua nascita fu accolta con grande gioia poiché, dalla morte del suo fratellastro, il principe Baltasar Carlos nel 1646, la casa reale spagnola mancava di eredi maschi: Felipe fu immediatamente designato Principe delle Asturie (il titolo riservato agli eredi al trono).
Il bambino venne ritratto nel 1659 dal pittore di corte Diego Velázquez: il quadro riflette bene l'affetto e la tenerezza dei genitori, ma anche l'ansia cagionata dalla sua salute sempre precaria: sulla veste del bambino vi sono infatti applicati numerosi amuleti contro le malattie.
Le speranze riposte nel principe Felipe vennero troncate nel 1661, quando egli morì prematuramente all'età di 4 anni, solo pochi giorni prima della nascita del suo fratello minore Carlos, il futuro Carlo II di Spagna.

## Ascendenza
|                             |                    |                             | Genitori                  |  |  | Nonni |  |  | Bisnonni             |  |  | Trisnonni         |  |
|                             |                    |                             |                           |  |  |       |  |  | Filippo II di Spagna |  |  | Carlo V d'Asburgo |  |
|                             |                    |                             |                           |  |  |       |  |  | Filippo II di Spagna |  |  | Carlo V d'Asburgo |  |
|                             |                    | Isabella d'Aviz             |                           |  |  |       |  |  | Filippo II di Spagna |  |  |                   |  |
| Filippo III di Spagna       |                    |                             |                           |  |  |       |  |  | Filippo II di Spagna |  |  |                   |  |
|                             |                    | Anna d'Austria              | Massimiliano II d'Asburgo |  |  |       |  |  |                      |  |  |                   |  |
|                             |                    | Anna d'Austria              | Massimiliano II d'Asburgo |  |  |       |  |  |                      |  |  |                   |  |
|                             |                    | Anna d'Austria              | Maria d'Asburgo           |  |  |       |  |  |                      |  |  |                   |  |
| Filippo IV di Spagna        |                    | Anna d'Austria              |                           |  |  |       |  |  |                      |  |  |                   |  |
|                             |                    | Carlo II d'Austria          | Ferdinando I d'Asburgo    |  |  |       |  |  |                      |  |  |                   |  |
|                             |                    | Carlo II d'Austria          | Ferdinando I d'Asburgo    |  |  |       |  |  |                      |  |  |                   |  |
|                             |                    | Carlo II d'Austria          | Anna Jagellone            |  |  |       |  |  |                      |  |  |                   |  |
| Margherita d'Austria-Stiria |                    | Carlo II d'Austria          |                           |  |  |       |  |  |                      |  |  |                   |  |
|                             |                    | Maria Anna di Baviera       | Alberto V di Baviera      |  |  |       |  |  |                      |  |  |                   |  |
|                             |                    | Maria Anna di Baviera       | Alberto V di Baviera      |  |  |       |  |  |                      |  |  |                   |  |
|                             |                    | Maria Anna di Baviera       | Anna d'Asburgo            |  |  |       |  |  |                      |  |  |                   |  |
| Filippo Prospero di Spagna  |                    | Maria Anna di Baviera       |                           |  |  |       |  |  |                      |  |  |                   |  |
|                             | Carlo II d'Austria | Ferdinando I d'Asburgo      |                           |  |  |       |  |  |                      |  |  |                   |  |
|                             | Carlo II d'Austria | Ferdinando I d'Asburgo      |                           |  |  |       |  |  |                      |  |  |                   |  |
|                             | Carlo II d'Austria | Anna Jagellone              |                           |  |  |       |  |  |                      |  |  |                   |  |
| Ferdinando II d'Asburgo     | Carlo II d'Austria |                             |                           |  |  |       |  |  |                      |  |  |                   |  |
|                             |                    | Maria Anna di Baviera       | Alberto V di Baviera      |  |  |       |  |  |                      |  |  |                   |  |
|                             |                    | Maria Anna di Baviera       | Alberto V di Baviera      |  |  |       |  |  |                      |  |  |                   |  |
|                             |                    | Maria Anna di Baviera       | Anna d'Asburgo            |  |  |       |  |  |                      |  |  |                   |  |
| Maria Anna d'Austria        |                    | Maria Anna di Baviera       |                           |  |  |       |  |  |                      |  |  |                   |  |
|                             |                    | Filippo III di Spagna       | Filippo II di Spagna      |  |  |       |  |  |                      |  |  |                   |  |
|                             |                    | Filippo III di Spagna       | Filippo II di Spagna      |  |  |       |  |  |                      |  |  |                   |  |
|                             |                    | Filippo III di Spagna       | Anna d'Asburgo            |  |  |       |  |  |                      |  |  |                   |  |
| Maria Anna di Spagna        |                    | Filippo III di Spagna       |                           |  |  |       |  |  |                      |  |  |                   |  |
|                             |                    | Margherita d'Austria-Stiria | Carlo II d'Austria        |  |  |       |  |  |                      |  |  |                   |  |
|                             |                    | Margherita d'Austria-Stiria | Carlo II d'Austria        |  |  |       |  |  |                      |  |  |                   |  |
|                             |                    | Margherita d'Austria-Stiria | Maria Anna di Baviera     |  |  |       |  |  |                      |  |  |                   |  |
|                             |                    | Margherita d'Austria-Stiria |                           |  |  |       |  |  |                      |  |  |                   |  |